# Флорак (округ)
Округ Флорак (фр. Arrondissement de Florac) — округ у Франції, в департаменті Лозер. 2023 року округ об'єднував 38 муніципалітетів, населення становило 13 046 осіб.
Адміністративний центр (супрефектура) — Флорак-Труа-Рив'єр.

## Муніципалітети
Список муніципалітетів округу та їхні коди INSEE:
1. Барр-де-Севенн (48019)
2. Бассюрель (48020)
3. Бедуес-Кокюрес (48050)
4. Ванталон-ан-Севенн (48152)
5. Веброн (48193)
6. В'ялас (48194)
7. Габріак (48067)
8. Гатюзьєр (48069)
9. Горж-дю-Тарн-Косс (48146)
10. Іспаньяк (48075)
11. Кан-е-Севенн (48166)
12. Кассаньяс (48036)
13. Ла-Мален (48088)
14. Ле-Бондон (48028)
15. Ле-Колле-де-Дез (48051)
16. Ле-Помпіду (48115)
17. Ле-Розьє (48131)
18. Мас-Сен-Шелі (48141)
19. Массгро-Косс-Горж (48094)
20. Мейрюе (48096)
21. Молезон (48098)
22. Муассак-Валле-Франсез (48097)
23. Пон-де-Монвер - Сюд-Мон-Лозер (48116)
24. Русс (48130)
25. Сен-Жермен-де-Кальберт (48155)
26. Сен-Жульєн-де-Пуентс (48163)
27. Сен-Ілер-де-Лаві (48158)
28. Сен-Мартен-де-Бубо (48170)
29. Сен-Мартен-де-Лансюскль (48171)
30. Сен-Мішель-де-Дез (48173)
31. Сен-П'єрр-де-Трип'є (48176)
32. Сен-Приват-де-Валлонг (48178)
33. Сент-Андре-де-Лансіз (48136)
34. Сент-Етьєнн-Валле-Франсез (48148)
35. Сент-Круа-Валле-Франсез (48144)
36. Флорак-Труа-Рив'єр (48061)
37. Фрессіне-де-Фурк (48065)
38. Юр-ла-Парад (48074)